# Província de Pisa
La província de Pisa és una província que forma part de la regió de la Toscana dins d'Itàlia. La seva capital és Pisa.
S'estén des de la plana al·luvial del riu Arno, a l'oest de la Toscana, fins al mar de Ligúria. Limita al nord amb la província de Lucca, a l'est per la ciutat metropolitana de Florència i la província de Siena, al sud amb la província de Grosseto, i a l'oest amb la província de Liorna i el mar de Ligúria.
Té una àrea de 2.444,72 km², i una població total de 421.382 hab. (2016). Hi ha 37 municipis a la província.